# Município de Ruggles (condado de Ashland, Ohio)
O município de Ruggles (em inglês: Ruggles Township) é um município localizado no condado de Ashland no estado estadounidense de Ohio. No ano de 2010 tinha uma população de 905 habitantes e uma densidade populacional de 13,43 pessoas por km².

## Geografia
O município de Ruggles encontra-se localizado nas coordenadas 41° 01′ 30″ N, 82° 22′ 53″ O. Segundo a Departamento do Censo dos Estados Unidos, o município tem uma superfície total de 67.37 km², da qual 66,85 km² correspondem a terra firme e (0,77 %) 0,52 km² é água.

## Demografia
Segundo o censo de 2010, tinha 905 pessoas residindo no município de Ruggles. A densidade populacional era de 13,43 hab./km². Dos 905 habitantes, o município de Ruggles estava composto pelo 97,79 % brancos, o 0,33 % eram amerindios, o 0,11 % eram asiáticos, o 0,44 % eram de outras raças e o 1,33 % eram de uma mistura de raças. Do total da população o 0,66 % eram hispanos ou latinos de qualquer raça.